# Tomáš Kosňovský
Tomáš Kosňovský (* 13. srpna 1965, Ostrava) je bývalý český fotbalista, záložník.

## Fotbalová kariéra
V lize hrál za DAC Dunajská Streda a Škodu Plzeň. V československé lize nastoupil v 18 utkáních.

## Ligová bilance
| Ročník                                   | Zápasy | Góly | Klub                |
| ---------------------------------------- | ------ | ---- | ------------------- |
| 1. československá fotbalová liga 1986/87 | 4      | 0    | DAC Dunajská Streda |
| 1. československá fotbalová liga 1987/88 | 8      | 0    | DAC Dunajská Streda |
| 1. československá fotbalová liga 1988/89 | 6      | 0    | Škoda Plzeň         |
| CELKEM                                   | 18     | 0    |                     |